# Bifora-Uhren

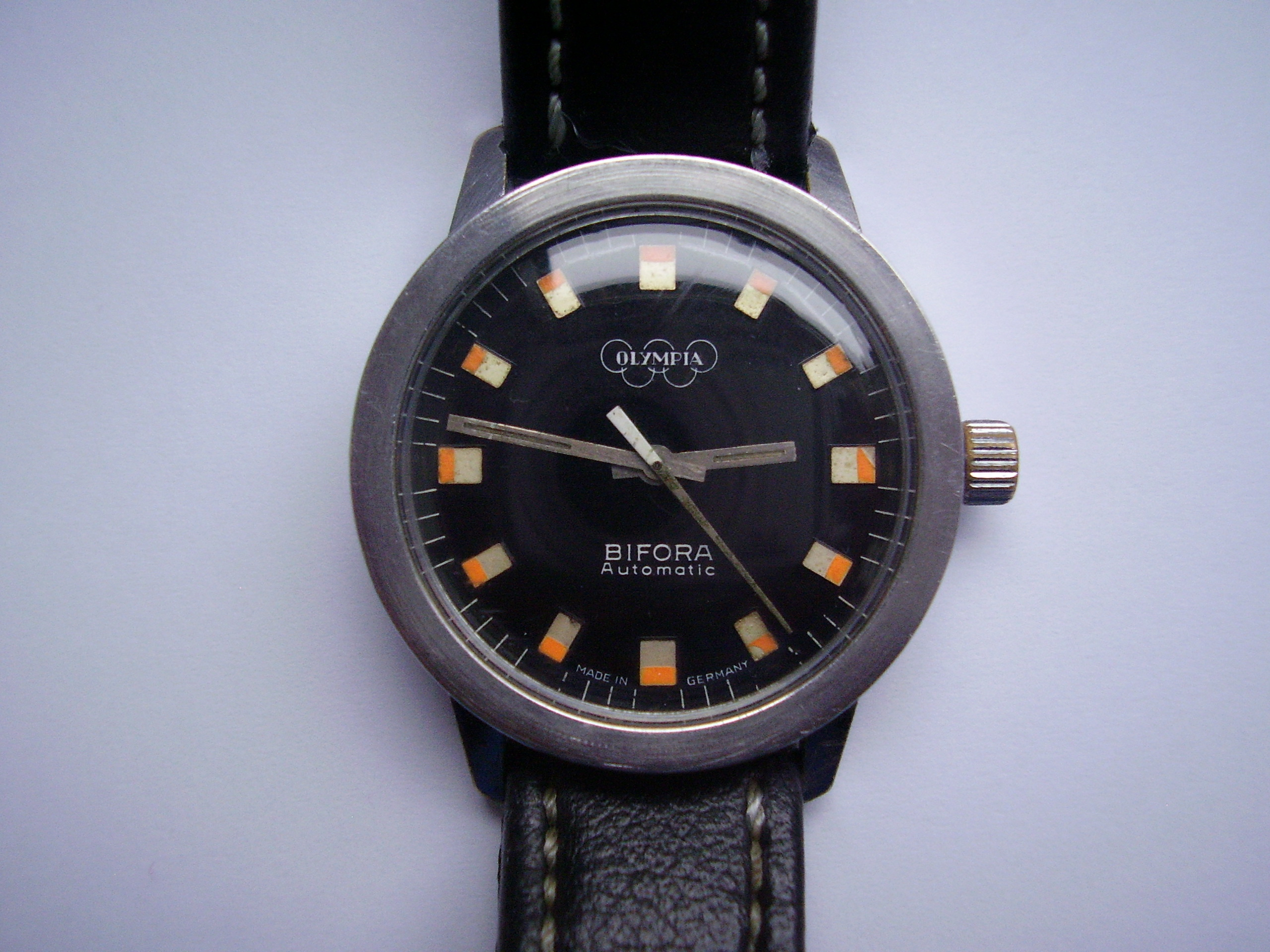
Bifora Automatikuhr Olympia von 1972

Die Uhrenfirma Bifora war ein im 20. Jahrhundert bestehendes Unternehmen in Schwäbisch Gmünd mit überregionaler Bedeutung.

## Gründerzeit
Nachdem der am 25. Dezember 1870 geborene Josef Bidlingmaier bei der Goldwarenfabrik Zieher in Schwäbisch Gmünd den Beruf des Goldschmiedes erlernt und Erfahrung bei verschiedenen Betrieben in der Schweiz, Pforzheim und den USA gesammelt hatte, machte er sich 1900 im Alter von 30 Jahren zusammen mit seinem Bruder Bernhard und einem weiteren Angestellten selbständig. Zunächst fertigten sie Goldringe für Taschenuhrenketten, ihre Spezialität waren Glasanhänger für Taschenuhrenketten mit eingelegten Naturblumen. Ein Auftrag aus der Schweiz zur Lieferung von Gold-Zieharmbändern im Jahre 1913 sicherte dem Unternehmen weiteres Wachstum. 1913 gab es schon 40 Mitarbeiter.

## Die erste Bifora-Armbanduhr

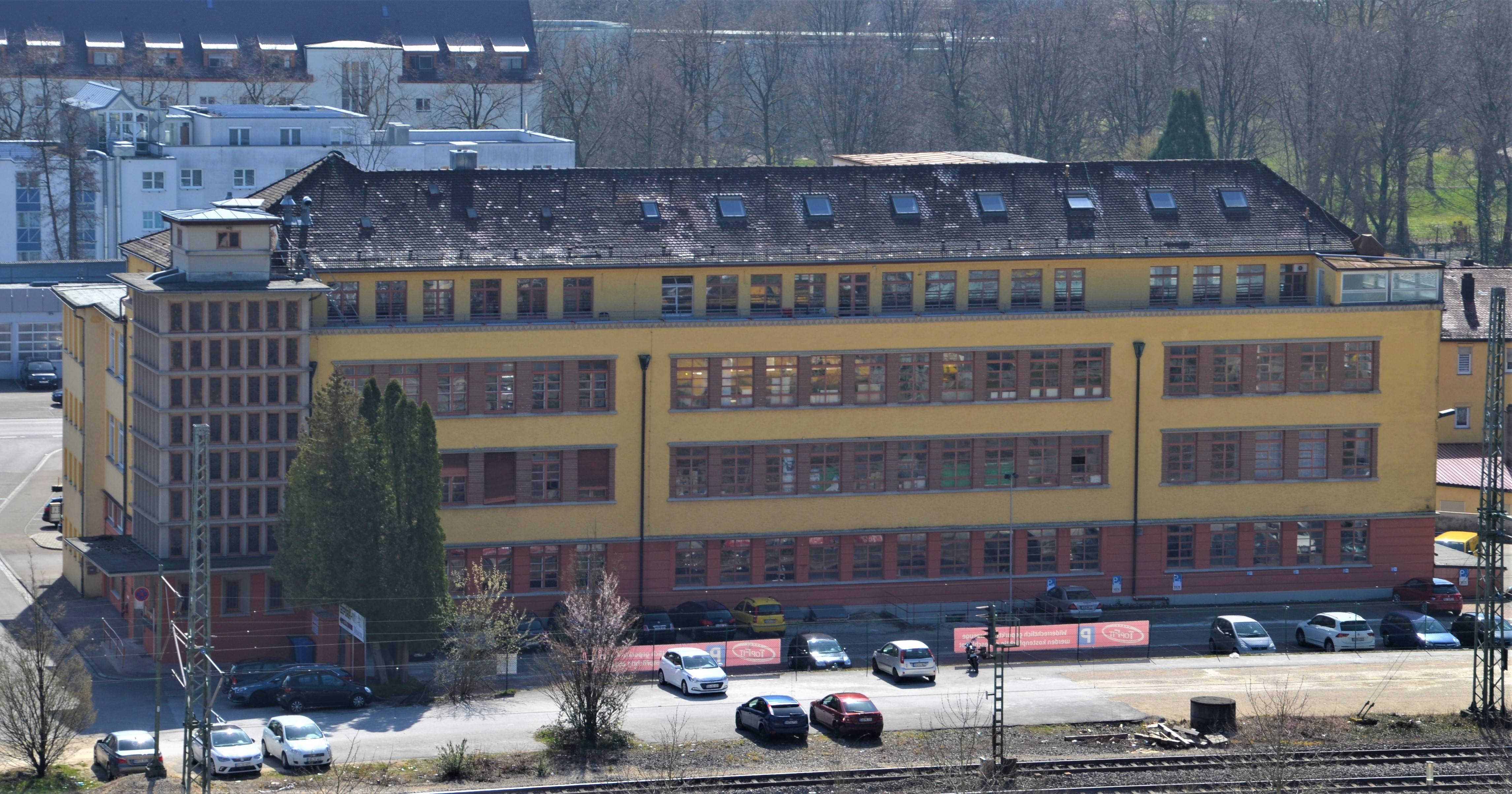
Bifora-Werk in der Nähe des Gmünder Bahnhofs, Blick vom St. Salvator

Bis zum Ende des Ersten Weltkrieges war die Belegschaft auf 60 angewachsen. Doch der Umsatz war rückläufig. Josef Bidlingmaier blieb deshalb auch auf einem größeren Posten fertiggestellter Armbänder sitzen, für die sich auch in Deutschland keine Abnehmer fanden. So machte Bidlingmaier aus der Not eine Tugend. Da man schon früher Medaillons mit Klappscharnieren aus Silber gefertigt hatte, kam er auf die Idee, selbst Uhrengehäuse herzustellen und sich aus der Schweiz Uhrwerke zu besorgen. So wurde Bidlingmaier 1918 zu einem der ersten Anbieter von Armbanduhren in Deutschland. Die 14 Karat Goldgehäuse der Uhren waren aber nicht, wie in der Schweiz üblich, 3-teilig, sondern 2-teilig mit einem Scharnier gefertigt, wie bei einem Medaillon.
Die Herstellung und der Verkauf der Bidlingmaier-Uhren entwickelte sich sehr gut, die Anzahl der Mitarbeiter wuchs stetig. Die Geschäftsräume in der Charlottenstraße in Schwäbisch Gmünd wurden bald zu klein. Daher entschied man sich, ein neues Fabrikgebäude zu erstellen. Dieses heute denkmalgeschützte Gebäude in der Hauffstraße Nr. 2/Lorcher Straße in Schwäbisch Gmünd wurde vom Stuttgarter Architekten Josef Walter geplant. 1927 begann man mit dem Bau. Schon im Herbst 1928 konnte es von den 230 Mitarbeitern bezogen werden.

## Das erste deutsche Armbanduhrenwerk
Um unabhängig zu werden, hatte Josef Bidlingmaier das große Ziel die Uhrwerke, die er aus der Schweiz bezog, selber herstellen zu können. Er förderte die Feinmechaniker, arbeitete eifrig am Rohwerk, am Zifferblatt und nicht zuletzt an der Remontage. Nach jahrelanger Aufbauarbeit konnte im Jahr 1928 das Kaliber 2025 als das erste selbst entwickelte und selbst gefertigte Uhrwerk vorgestellt werden. Es ist das erste in Deutschland speziell für Armbanduhren gebaute Form-Uhrwerk. Außerdem ist es das erste Armbanduhrenwerk mit Ankerhemmung aus deutscher Fertigung. Weitere Besonderheiten sind das Gesperr auf Zifferblattseite und die Kronenschaltung mit Wippe. Auf der ¾ Brücke des Werkes befanden sich die Schriftzüge „BIFORA“ (BI= Bidlingmaier, FOR= Formwerk, A= Ankerhemmung) und „D.R.G.M.“ (Deutsches-Reichs-Gebrauchsmuster). Im Jahr 1934 wurde die Marke „Bifora“ eingetragen und die Firma in „Bifora-Uhren J. Bidlingmaier Gesellschaft mit beschränkter Haftung“ umbenannt.
Bidlingmaier legte sehr großen Wert auf Qualität und wirtschaftliche Unabhängigkeit. Daher investierte er in die weitere Entwicklung der Werke und die Erhöhung der Fertigungstiefe. So wurden bis auf wenige Teile (wie z. B. die Federn) alle Komponenten der Uhr und des Werkes in Schwäbisch Gmünd selbst gefertigt. Sogar eine eigene Abteilung zur Herstellung von Lager-Rubinen wurde aufgebaut.
Die Firma J. Bidlingmaier entwickelte sich zu einem der führenden deutschen Armbanduhrenhersteller. Ihre Uhren hatten einen hervorragenden Ruf. Bei Kriegsausbruch 1939 beschäftigte man ca. 500 Mitarbeiter. Die Uhrenfertigung ging auch während des Zweiten Weltkrieges weiter. Während des Krieges wurden auch Zünder für Sprengkörper hergestellt. Die Firma blieb von Kriegszerstörung und Demontage weitestgehend verschont.

## Bimag – das erste deutsche Automatikuhrwerk
1951 stellte man mit dem Kaliber 103 SA als erster deutscher Hersteller ein Automatikwerk vor. Die patentamtlich geschützte „B“-Automatic basierte auf dem Handaufzugskaliber 103. Dieses wurde mit einer angepassten Platine und einem beidseitig aufziehenden Rotor für den Selbstaufzug versehen. Ein Hebelwechsler nach einem Felsa-Patent fungierte als mechanischer Gleichrichter. Das Automatik- und das Handaufzugsgetriebe waren komplett wechselseitig entkoppelt. Das Werk war relativ massiv konstruiert – daher wirkte die Uhr insgesamt recht klobig. 1952 änderte man das Automatik-Getriebe und baute einen Wippen-Wechsler anstatt des Hebelwechslers ein. In den nächsten Jahren wurde die Automatik ständig verbessert. Im Jahr 1962 brachte man mit dem 7 ¼ linigen Kaliber 70 die erste deutsche Damen-Automatic auf den Markt. Im selben Jahr kam auch eine neue Bifora-Automatic für Herrenuhren. Das Kaliber 910 basierte auf einer kostengünstigen Pfeilerkonstruktion. Wie beim Damenuhrwerk wurden zum beidseitigen Aufzug des massiven Schwermetallrotors federlose Zwillings-Klinkenräder eingesetzt. In der Folge verlagerte man den Schwerpunkt der Entwicklung auf die elektronische Armbanduhr. Deshalb kam erst 1971 mit dem Kaliber 1160 eine neue und zugleich die letzte Bifora-Automatic-Generation.

## Chronometer Bifora „Unima“
Trotz der stetigen Weiterentwicklung der Automatic Werke wurden auch die Handaufzugswerke, die meist als Basis für die Automatic Werke dienten, nicht aus den Augen verloren. 1955 präsentierte man mit dem Kaliber 120 in der Ausführung „Unima“ ein sehr erfolgreiches Handaufzugs-Chronometerwerk. Die Chronometerausführung des Werkes war mit einer Glucydur-Schraubenunruh mit Nivarox-Flachspirale, einem Gangtrieb mit Trompetenzapfen und einer Schwanenhals-Feinregulierung ausgestattet. Die Bifora „Unima“-Chronometer waren neben den Chronometern von Junghans und Laco die Spitzenprodukte des deutschen Armbanduhrenbaus.
Die Blütezeit erlebte Bifora in den 1960ern bis Anfang der 1970er. Man beschäftigte in der Spitze über 1000 Mitarbeiter und stellte bis zu 4000 Armbanduhren am Tag her. Diese exportierte man in 42 Länder und war insbesondere im mittleren Osten und in Indien stark präsent.

## Quarzuhren
Ab Mitte der 1960er investierte man stark in die Entwicklung von elektromechanischen und später auch Quarzwerken. Schon 1967 konnte man funktionierende Prototypen der elektromechanischen Werke B8 und B9 (wie B8 nur größere Grundplatine) vorstellen. Diese gingen aber nie in Serienproduktion. Erst 1971 hatte man dann mit den Kalibern B10/B11 serienreife elektromechanische Werke. Allerdings brachte Junghans 1970 eine Vorserie der ersten deutschen Quarz-Armbanduhr, der „Astro-Quartz“ mit eigenem, seit 1967 entwickeltem Werk, heraus. Bifora gelang es dann 1973 mit dem Kaliber B12, ein eigenes Quarzwerk zu produzieren. Dabei konnten viele Teile des B10/B11 (z. B. Platinen und Brücken) weiterverwendet werden. Mit der „flat-line“ und den Kalibern B17/B18 konnte Bifora 1977 die damals weltweit flachste Quarzuhr mit einer Höhe von 2,6–3,1 mm vorstellen. Dabei wurden Werk und Gehäuse aus einem Stück gefertigt.

## Ende des Geschäftsbetriebs
Josef Bidlingmaier starb am 20. Januar 1967, seine beiden Söhne übernahmen die Firmenleitung. Allerdings geriet das Unternehmen in den 1970ern durch die hohen Kosten für die Umstellung auf die Quarzuhrenfertigung, steigende Lohnkosten und dem Zwang, einen Gesellschafter auszahlen zu müssen, zunehmend in wirtschaftliche Bedrängnis. Obwohl massiv Personal abgebaut wurde, musste man im Jahr 1977 mit zuletzt 270 Mitarbeitern Konkurs anmelden.
1978 übernahm der bisherige Repräsentant des Unternehmens im mittleren Osten, der indische Großkaufmann Hiranand Gajria, Bifora. In Schwäbisch Gmünd führt er zunächst mit 150 Mitarbeitern die Fertigung von Quarzuhren weiter. Die Fertigung mechanischer Uhren wurde nach Bangalore/Indien verlagert. Die Produktion in Deutschland wurde 1983 endgültig eingestellt und das Werk geschlossen. Auch in Indien wurde die Uhrenproduktion in den 1990ern eingestellt. Das dortige Werk (BIFORA WATCH CO LTD) fertigt jedoch noch heute Präzisionsteile für die Kfz-Industrie.

## Der Bifora Freundeskreis e.V.
Der Bifora-Freundeskreis e.V. wurde 2009 gegründet. Ziel ist es, die Industriegeschichte der einst bedeutendsten Spezialfabrik für Armbanduhren, J. Bidlingmaier GmbH, zu dokumentieren und zu archivieren und diese anhand von musealen Ausstellungen der Öffentlichkeit zugänglich zu machen.
Seit 2014 dokumentiert das Bifora Museum im Seitenflügel des ehemaligen Fabrikgebäudes die Firmengeschichte.[1]
Diese sind mit original Bifora Uhrwerken ausgestattet.